# Emil Heineman
Håkan Emil Heineman, född 16 november 2001 i Leksand, är en svensk professionell ishockeyspelare som spelar för Leksands IF i Svenska hockeyligan. 
Heineman draftades av Florida Panthers som i andra rundan, som 43:e spelare totalt, i NHL-draften 2020. 
Den 12 april 2021 tradades hans rättigheter till Calgary Flames, tillsammans med ett draftval i andra rundan i draften 2021, i utbyte mot Sam Bennett.